# 6世紀南京
|        | 南京历史 |
| 世纪： | 前1世纪南京 \| 1世纪南京 \| 2世纪南京 \| 3世纪南京 \| 4世纪南京 \| 5世纪南京 \| 6世纪南京 \| 7世纪南京 \| 8世纪南京 \| 9世纪南京 \| 10世纪南京 \| 11世纪南京 \| 12世纪南京 |

南京于：501年-502年，为南朝齐都城建康；502年-557年，为南朝梁都城建康；557年-589年，为南朝陈都城建康；589年-600年，并入隋朝江宁县。

## 大事记

### 500年代
- 501年，张欣泰等于建康谋废萧宝卷，立萧宝寅，事败而死；萧衍率兵东下镇石头、困台城，萧宝卷死于城中内变，建康城六门之内府署皆毁；刘勰寓居钟山定林寺著《文心雕龙》。
- 502年，四月，萧衍受齐禅即帝位，改国号梁，改元天监，都建康；诏令于建康品定棋谱，行棋手九品制度；建康大旱，斗米售五千钱，饿死者众；筑东西向、南北向大道于秦淮河两岸。
- 503年，四月，颁行《梁律》；造佛窟寺于南郊牛首山，总以七藏奉之，后易名宏觉寺。
- 504年，四月，萧衍于重云殿制文发愿，舍道归佛。
- 505年，正月，萧衍兴学，诏立五学馆，设儒、玄、文、史、阴阳五部之学，置五经博士，广招生徒；立建兴苑于秣陵建兴里；大举攻魏，诏王公以下上国租、田谷以助军用。
- 506年，诏置集雅馆以招远学，旋设国子学考“明经”，择优授官；作太子宫于齐东宫地。
- 507年，范缜不畏权势，发表《神灭论》，萧衍亲下诏敕，组织众僧、权贵撰文辩难，范缜坚持“神灭”论点不让；建康大水，加御道七尺；萧衍舍同夏里旧宅而置光宅寺。
- 508年，作神龙、仁虎阙于建康宫门外；改御道南端朱雀门稍西，至今镇淮桥处；新作国门（又名望国门）于越城南，“以壮观瞻”；增置官品，设十二卿；置州望、郡宗、乡豪各一，专司搜荐人才。
- 509年，诏令编撰《千字文》。

### 510年代
- 510年，三月，萧衍至国子学亲临讲肄，诏“皇太子及王侯之子，年在从师者，皆入学”；命改寒流为士流任尚书五都令史；新作缘淮塘，西起石头城附近，东止东冶南岸（今光华门外）；颁行祖冲之《大明历》。
- 511年，增作宫城三重，门开二道。
- 512年，僧朗弘传“三论”于栖霞精舍，萧衍遣众僧至摄山受学，栖霞寺遂为三论宗祖庭。
- 513年，改建太极殿，内外并以锦石为砌；新筑太庙，增基九尺；建康都城“西至石头，东至倪塘，南至石子岗，北过蒋山，东西南北各四十里”，为全国第一大城；北魏遣使“窥京师宫殿楷式而去”，营造洛阳都城。
- 514年，敕葬宝志于钟山独龙阜，立宝公塔，建开善精舍；凿通秦淮中央成舟子洲；发徐、扬州军民20万修浮山堰，旋取建康东、西冶铁器修堰，役死者甚众。
- 517年，建康有佛寺500余所，僧尼10余万人；敕太医不得杀生入药；织官纹锦饰禁仙人、鸟兽形，宗庙祭祀用牲以面代之，去宗庙荐修，余用果蔬；复议四方之祀，惟留钟山、白石。
- 518年，僧祐圆寂于建康建初寺，著有《弘明集》、《十诵律义记》、《出三藏记集》、《释迦谱》等。

### 520年代
- 521年，萧衍依佛经置孤独园于建康，恤孤幼；改作南北郊，徙千亩籍田于东郊外；宫中琬琰殿火，延烧后宫三千屋。
- 522年，诏公卿百僚上封事，郡国举贤良方正、直言之士。
- 523年，诏罢铜钱而铸行五铢铁钱。
- 527年，正月，诏百官俸禄给现钱，勿逋缓；听复流民宅业，蠲役五年，免贫民三调；建同泰寺于台城后，与华林园隔路；萧统主编《昭明文选》成于建康。
- 529年，建康疫甚，萧衍于崇云殿设救苦斋，以身为祷；改元中大通。

### 530年代
- 533年，建康佛寺700余所；京师大水，御道通船。
- 535年，改元大同；省江乘县、湖熟县，萧衍以出生地置同夏县，属丹阳郡。
- 536年，改南郊、明堂、陵庙等令与散骑侍郎同班；改长干里阿育王舍利塔，重置舍利；东魏遣使建康请和，遂通好。
- 538年，萧衍设盂兰盆斋于同泰寺，后成风俗；阅武乐游苑。

### 540年代
- 540年，诏令勤加守护晋、宋、齐三代诸陵；栖霞精舍佛龛现佛光，众权贵纷至凿石佛像。
- 541年，立士林馆于鸡笼山，延集学者。
- 543年，自新亭（今安德门）凿渠通新林浦（今大胜关）；置江潭苑于法王寺侧。
- 546年，萧衍幸同泰寺讲经；浮屠失火仅余两大殿，令重造十二层浮屠，将成乃因侯景之乱而止；改元中大同；诏通用足陌钱。
- 548年，八月，侯景起兵寿阳（今安徽寿县）叛梁，旋攻建康；破石头城（今清凉山），围台城，引玄武湖水灌之，叛军食尽石头城诸仓存粮，纵兵杀掠，于城东、西起土山，杀疲弱者以填山；十一月，东府城陷，萧正德称帝，改元正平。
- 549年，三月，侯景陷台城，废萧正德，自为丞相、录尚书事，台城被围既久，死者十之八九；五月，萧衍饥愤而卒于台城净居宫，萧纲即位；建康地震，粮甚缺，贵戚豪族自出采集，死者无算。

### 550年代
- 550年，江南旱蝗，大饥，死人蔽野，人相食，建康尤甚；改秦郡置西兖州。
- 551年，侯景杀萧纲，立萧栋为帝，改元天正，旋废之；篡梁自称汉帝，改元太始，以建康为都。
- 552年，三月，梁将王僧辩、陈霸先克建康，侯景东逃被杀；梁将纵兵掠民，民众号泣满路，太极殿及东西堂宝器毁于大火；十一月，萧绎在江陵即位，建元承圣。
- 555年，二月，萧方智称梁王于建康；五月，王僧辩迎萧渊明入建康，即位，改元天成；立萧方智为太子，称藩于北齐；九月，陈霸先杀王僧辩，废萧渊明，旋立萧方智为帝，改元绍泰；谯、秦二州刺史徐嗣徽降北齐，袭建康，据石头城，败而求和北去。
- 557年，十月，萧方智下诏“敬禅于陈”，让位于陈霸先，陈霸先于建康称帝，国号陈，改元永定。
- 558年，陈霸先杀萧方智，效仿萧衍至大庄严寺舍身。
- 559年，陈霸先卒，旋葬江宁，陈蒨即位。

### 560年代
- 560年，诏令流民不分侨、旧，一律著籍；听讼景阳殿，阅武正阳堂；重建国子学而领太学。
- 561年，陈、周军相持日久，周弃地北撤，陈始全有江南；因国用不足，榷盐、酒。
- 562年，铸五铢钱，一当民间私用鹅眼钱十。
- 566年，四月，陈蒨死，陈伯宗即位。
- 568年，陈顼罢陈伯宗为临海王。
- 569年，陈伯宗即帝位，改元太建。

### 570年代
- 570年，复筑石头城，以贮军食。
- 572年，十二月，诏令修筑东宫，历五年成。
- 575年，诏江北州郡置云旗义士以备防；改作云龙、神虎门；诏立甘露亭于乐游苑。
- 578年，四月，大雨雹；八月，陨霜，杀稻菽；罢琅琊郡，改置建兴郡，领江乘、湖熟等六县，属扬州；庾信思江南而作《哀江南赋》；立方明坛而盟誓，遣使四方以备周人。
- 579年，七月，用大货六铢钱；陈伯宗阅兵玄武湖，有楼船五百、步骑十万阵于此；周军取淮南，尽取陈江北之地，遂改秦郡为方州而置六合郡，江北州民自拔还建康。

### 580年代
- 582年，正月，陈伯宗卒，陈叔宝即位，改元至德；隋兵饮马长江，又置六合鎮于桃叶山（今六合瓜埠）。
- 584年，陈叔宝筑临春、结绮、望仙三阁于华林园光昭殿前，“瑰宝珍丽皆近古所未有”。
- 585年，智顗至建康，住灵曜寺。
- 587年，九月，后梁十万余人渡江降陈，后梁亡。
- 588年，五月，大风激浪涛入石头，淮暴溢，漂没舟乘；十一月，隋命杨广出六合，节制八路大军攻陈。
- 589年，正月，隋军自六合渡江攻建康、入台城，陈叔宝与妃匿景阳殿井中被掳，陈朝君臣旋被俘北迁；杨坚诏令“建康城邑宫室荡平耕垦”，废破岗、上容两渎，建康遭严重破坏；置蒋州于石头城，废丹阳诸郡及东晋、南朝各侨置郡、县；省建康、秣陵、同夏、江乘等俱并入江宁县，统于蒋州；省堂邑、方山而并入六合县，属方州；废东府城。

### 590年代
- 590年，陈地豪民多起事，蒋山等州均有人称大都督，隋将杨素率兵平之；江宁县治移冶城东。
- 591年，析溧阳县西北境及丹阳县东部置溧水县，属蒋州。
- 594年，行新修雅乐，禁民间音乐，杨坚聆听俘自陈的乐队演奏后叹曰：此华夏之正声。